# Alexandru Chipciu
Alexandru Mihăiță Chipciu (Brăila, 18 mei 1989) is een Roemeens voetballer die doorgaans speelt als middenvelder. In juli 2022 verruilde hij CFR Cluj voor Universitatea Cluj. Chipciu maakte in 2011 zijn debuut in het Roemeens voetbalelftal.

## Clubcarrière
Chipciu speelde in de jeugd van CF Brăila, maar verkaste in 2006 naar SR Brașov. Een doorbraak volgde niet meteen, waarna de club hem verhuurde aan Forex Brașov en zijn oude club, CF Brǎila. Hij speelde in zijn laatste volledige seizoen na zijn terugkeer eenendertig wedstrijden voor Brașov in de Liga 1. Chipciu tekende in december 2011 een vijfjarig contract bij Steaua Boekarest. Daarmee werd hij in de seizoenen 2012/13, 2013/14 en 2014/15 drie keer achter elkaar Roemeens landskampioen. Hij en zijn clubgenoten wonnen in 2014/15 ook het toernooi om de nationale beker, nadat ze daarin een jaar eerder verliezend finalist waren. Chipciu speelde in zijn tijd bij Steaua Boekarest gemiddeld 25 competitiewedstrijden per jaar.
Chipciu tekende in juli 2016 een contract tot medio 2020 bij Anderlecht, dat circa drie miljoen euro voor hem betaalde, met een half miljoen extra als mogelijke bonussen. In de zomer van 2018 werd Chipciu voor één seizoen op huurbasis gestald bij Sparta Praag. Een halfjaar na zijn terugkeer liet de Roemeen Anderlecht definitief achter zich, toen hij transfervrij werd overgenomen door CFR Cluj. Binnen dezelfde stad verkaste Chipciu in juli 2022 naar Universitatea Cluj.

## Interlandcarrière
Chipciu maakte op 10 augustus 2011 zijn debuut in het Roemeens voetbalelftal, toen er met 0–1 gewonnen werd van San Marino. Victor Pițurcă liet hem in de basis beginnen. In de rust werd hij gewisseld voor mededebutant Ovidiu Herea. Zijn eerste interlanddoelpunt maakte hij op 15 november 2011, toen hij tegen Griekenland (1–3 winst) het laatste doelpunt wist te maken. Chipciu speelde op het Europees kampioenschap voetbal 2016 in twee van de drie groepswedstrijden. Verder dan één gelijkspel kwam Roemenië niet, waardoor het na de groepsfase was uitgeschakeld.
| Interlands van Alexandru Chipciu voor Roemenië | Interlands van Alexandru Chipciu voor Roemenië | Interlands van Alexandru Chipciu voor Roemenië | Interlands van Alexandru Chipciu voor Roemenië | Interlands van Alexandru Chipciu voor Roemenië | Interlands van Alexandru Chipciu voor Roemenië |
| №                                              | Datum                                          | Wedstrijd                                      | Uitslag                                        | Soort wedstrijd                                | Doelpunten                                     |
| Als speler bij SR Brașov                       | Als speler bij SR Brașov                       | Als speler bij SR Brașov                       | Als speler bij SR Brașov                       | Als speler bij SR Brașov                       | Als speler bij SR Brașov                       |
| ---------------------------------------------- | ---------------------------------------------- | ---------------------------------------------- | ---------------------------------------------- | ---------------------------------------------- | ---------------------------------------------- |
| 1                                              | 10 augustus 2011                               | San Marino – Roemenië                          | 0 – 1                                          | Vriendschappelijk                              |                                                |
| 2                                              | 15 november 2011                               | Griekenland – Roemenië                         | 1 – 3                                          | Vriendschappelijk                              | 81'                                            |
| Als speler bij Steaua Boekarest                |                                                |                                                |                                                |                                                |                                                |
| 3                                              | 27 januari 2012                                | Turkmenistan – Roemenië                        | 0 – 4                                          | Vriendschappelijk                              |                                                |
| 4                                              | 30 mei 2012                                    | Zwitserland – Roemenië                         | 0 – 1                                          | Vriendschappelijk                              |                                                |
| 5                                              | 5 juni 2012                                    | Oostenrijk – Roemenië                          | 0 – 0                                          | Vriendschappelijk                              |                                                |
| 6                                              | 12 oktober 2012                                | Turkije – Roemenië                             | 0 – 1                                          | WK 2014 kwalificatie                           |                                                |
| 7                                              | 14 november 2012                               | Roemenië – België                              | 2 – 1                                          | Vriendschappelijk                              |                                                |
| 8                                              | 22 maart 2013                                  | Hongarije – Roemenië                           | 2 – 2                                          | WK 2014 kwalificatie                           | 90+2'                                          |
| 9                                              | 26 maart 2013                                  | Nederland – Roemenië                           | 4 – 0                                          | WK 2014 kwalificatie                           |                                                |
| 10                                             | 5 maart 2014                                   | Roemenië – Argentinië                          | 0 – 0                                          | Vriendschappelijk                              |                                                |
| 11                                             | 31 mei 2014                                    | Albanië – Roemenië                             | 0 – 1                                          | Vriendschappelijk                              |                                                |
| 12                                             | 4 juni 2014                                    | Algerije – Roemenië                            | 2 – 1                                          | Vriendschappelijk                              | 28'                                            |
| 13                                             | 7 september 2014                               | Griekenland – Roemenië                         | 0 – 1                                          | EK 2016 kwalificatie                           |                                                |
| 14                                             | 11 oktober 2014                                | Roemenië – Hongarije                           | 1 – 1                                          | EK 2016 kwalificatie                           |                                                |
| 15                                             | 14 oktober 2014                                | Finland – Roemenië                             | 0 – 2                                          | EK 2016 kwalificatie                           |                                                |
| 16                                             | 14 november 2014                               | Roemenië – Noord-Ierland                       | 2 – 0                                          | EK 2016 kwalificatie                           |                                                |
| 17                                             | 18 november 2014                               | Roemenië – Denemarken                          | 2 – 0                                          | Vriendschappelijk                              |                                                |
| 18                                             | 13 juni 2015                                   | Noord-Ierland – Roemenië                       | 0 – 0                                          | EK 2016 kwalificatie                           |                                                |
| 19                                             | 4 september 2015                               | Hongarije – Roemenië                           | 0 – 0                                          | EK 2016 kwalificatie                           |                                                |
| 20                                             | 8 oktober 2015                                 | Roemenië – Finland                             | 1 – 1                                          | EK 2016 kwalificatie                           |                                                |
| 21                                             | 25 mei 2016                                    | Congo-Kinshasa – Roemenië                      | 1 – 1                                          | Vriendschappelijk                              |                                                |
| 22                                             | 3 juni 2016                                    | Roemenië – Georgië                             | 5 – 1                                          | Vriendschappelijk                              |                                                |
| 23                                             | 10 juni 2016                                   | Frankrijk – Roemenië                           | 2 – 1                                          | EK 2016                                        |                                                |
| 24                                             | 15 juni 2016                                   | Roemenië – Zwitserland                         | 1 – 1                                          | EK 2016                                        |                                                |
| Als speler bij Anderlecht                      |                                                |                                                |                                                |                                                |                                                |
| 25                                             | 8 oktober 2016                                 | Armenië – Roemenië                             | 0 – 5                                          | WK 2018 kwalificatie                           | 59'                                            |
| 26                                             | 11 oktober 2016                                | Kazachstan – Roemenië                          | 0 – 0                                          | WK 2018 kwalificatie                           |                                                |
| 27                                             | 11 november 2016                               | Roemenië – Polen                               | 0 – 3                                          | WK 2018 kwalificatie                           |                                                |
| 28                                             | 26 maart 2017                                  | Roemenië – Denemarken                          | 0 – 0                                          | WK 2018 kwalificatie                           |                                                |
| 29                                             | 10 juni 2017                                   | Polen – Roemenië                               | 3 – 1                                          | WK 2018 kwalificatie                           |                                                |
| 30                                             | 1 september 2017                               | Roemenië – Armenië                             | 1 – 0                                          | WK 2018 kwalificatie                           |                                                |
| 31                                             | 4 september 2017                               | Montenegro – Roemenië                          | 1 – 0                                          | WK 2018 kwalificatie                           |                                                |
| 32                                             | 5 oktober 2017                                 | Roemenië – Kazachstan                          | 3 – 1                                          | WK 2018 kwalificatie                           |                                                |
| 33                                             | 14 november 2017                               | Roemenië – Nederland                           | 0 – 3                                          | Vriendschappelijk                              |                                                |
| 34                                             | 24 maart 2018                                  | Israël – Roemenië                              | 1 – 2                                          | Vriendschappelijk                              |                                                |
| 35                                             | 27 maart 2018                                  | Roemenië – Zweden                              | 1 – 0                                          | Vriendschappelijk                              |                                                |
| 36                                             | 31 mei 2018                                    | Chili – Roemenië                               | 2 – 3                                          | Vriendschappelijk                              |                                                |
| 37                                             | 5 juni 2018                                    | Roemenië – Finland                             | 2 – 0                                          | Vriendschappelijk                              |                                                |
| Als speler bij Sparta Praag                    |                                                |                                                |                                                |                                                |                                                |
| 38                                             | 7 september 2018                               | Roemenië – Montenegro                          | 0 – 0                                          | Nations League 2018/19                         |                                                |
| 39                                             | 10 september 2018                              | Servië – Roemenië                              | 2 – 2                                          | Nations League 2018/19                         |                                                |
| 40                                             | 11 oktober 2018                                | Litouwen – Roemenië                            | 1 – 2                                          | Nations League 2018/19                         | 13'                                            |
| 41                                             | 17 november 2018                               | Roemenië – Litouwen                            | 3 – 0                                          | Nations League 2018/19                         |                                                |
| 42                                             | 20 november 2018                               | Montenegro – Roemenië                          | 0 – 1                                          | Nations League 2018/19                         |                                                |
| 43                                             | 23 maart 2019                                  | Zweden – Roemenië                              | 2 – 1                                          | EK 2020 kwalificatie                           |                                                |
| 44                                             | 26 maart 2019                                  | Roemenië – Faeröer                             | 4 – 1                                          | EK 2020 kwalificatie                           |                                                |
| 45                                             | 7 juni 2019                                    | Noorwegen – Roemenië                           | 2 – 2                                          | EK 2020 kwalificatie                           |                                                |
| 46                                             | 10 juni 2019                                   | Malta – Roemenië                               | 0 – 4                                          | EK 2020 kwalificatie                           | 34'                                            |
| Als speler bij Anderlecht                      |                                                |                                                |                                                |                                                |                                                |
| 47                                             | 8 september 2019                               | Roemenië – Malta                               | 1 – 0                                          | EK 2020 kwalificatie                           |                                                |

Bijgewerkt op 15 januari 2025.

## Erelijst
| Competitie         |                  |                           |                  |                  |
| Competitie         | Aantal           | Jaren                     |                  |                  |
| Steaua Boekarest   | Steaua Boekarest | Steaua Boekarest          | Steaua Boekarest | Steaua Boekarest |
| ------------------ | ---------------- | ------------------------- | ---------------- | ---------------- |
| Liga 1             | 3                | 2012/13, 2013/14, 2014/15 |                  |                  |
| Cupa României      | 1                | 2014/15                   |                  |                  |
| Supercupa României | 1                | 2013                      |                  |                  |
| Cupa Ligii         | 2                | 2014/15, 2015/16          |                  |                  |
| Anderlecht         |                  |                           |                  |                  |
| Eerste klasse A    | 1                | 2016/17                   |                  |                  |
| Supercup           | 1                | 2017                      |                  |                  |
| CFR Cluj           |                  |                           |                  |                  |
| Liga 1             | 3                | 2019/20, 2020/21, 2021/22 |                  |                  |
| Supercupa României | 1                | 2020                      |                  |                  |